# Elecciones regionales de las Marcas de 2020
Las elecciones regionales de las Marcas de 2020 tuvieron lugar en Marcas, Italia, el 20 y el 21 de septiembre de 2020. Originalmente estaban programadas para el 31 de mayo de 2020, pero fueron retrasadas debido a la pandemia de coronavirus en Italia.

## Sistema electoral
Marcas es una región italiana con un estatus simple. La asamblea legislatica y su presidente son elegidos simultáneamente por sufragio universal directo. Los 30 concejeros son elegidos por escrutinio proporcional plurinominal con listas abiertas, voto preferencial y umbral electoral del 5% pero sin mezcla, mientras que el presidente es elegido por escrutinio mayoritario uninominal. Este último debe presentarse como candidato en una lista para la Asamblea Legislativa. Los 30 escaños que se llenarán están en cinco distritos de cuatro a nueve escaños cada uno.
La lista del presidente electo puede recibir una prima de gobernabilidad, lo que eleva su porcentaje de escaños por encima de la mayoría absoluta. La lista recibe así 16 escaños si obtiene entre el 34 y el 37% de los votos, 17 escaños si obtiene entre el 37 y el 40% y 18 escaños más allá. A continuación, los escaños restantes se distribuyen proporcionalmente a las distintas listas que hayan cruzado el umbral electoral y a sus candidatos según los votos preferenciales que hayan obtenido. El umbral del 5% se reduce al 3% para las listas que se presentan en una coalición. Además, el presidente electo se convierte en miembro de la asamblea por derecho, por lo que el total de asamblearios asciende a 31.

### Modalidades
El votante vota en la misma papeleta por un candidato a la presidencia y por una lista de partido. Tiene la posibilidad de expresar ese voto de varias formas.
- O votar por una lista, en cuyo caso su voto también se suma a los del candidato presidencial apoyado por la lista. También tiene la posibilidad de emitir un voto preferencial por dos candidatos de su elección en la lista escribiendo sus nombres. En este caso, no se deben escribir los nombres de dos candidatos del mismo sexo, ni un solo nombre.

- O votar solo por un candidato a la presidencia, en cuyo caso su voto no se extiende a su lista.

- O especificar su voto por un candidato y por una lista. Sin embargo, estos últimos deben formar parte de los que apoyan al candidato elegido, por lo que no está permitido el panachage.[3]

### Distribución de escaños
| Provincias      | Escaños |  |
| Ascoli Piceno   | 4       |  |
| Fermo           | 4       |  |
| Macerata        | 6       |  |
| Pesaro y Urbino | 7       |  |
| Ancona          | 9       |  |
| Presidente      | 1       |  |
| Total           | 31      |  |

## Antecedentes
Inicialmente previstas para el 31 de mayo, las elecciones se pospusieron indefinidamente debido a la propagación de la pandemia de la enfermedad del coronavirus, que obliga al gobierno italiano a poner en cuarentena a todo el país el 10 de marzo. Por lo tanto, el gobierno decide a mediados de abril posponer todas las elecciones regionales a fechas entre el 15 de septiembre y el 15 de diciembre de 2020. Finalmente se mantuvieron las fechas del 20 y 21 de septiembre, organizándose la votación en dos días para limitar la presencia simultánea de demasiados votantes en los colegios electorales. Las elecciones se celebran al mismo tiempo que las de otras seis regiones, así como un referéndum constitucional sobre la disminución del número de parlamentarios.

## Partidos y candidatos
| Partido político o alianza | Partido político o alianza                           | Listas constituyentes                                                                                      | Listas constituyentes                                | Resultado previo | Resultado previo | Candidato             |
| Partido político o alianza | Partido político o alianza                           | Listas constituyentes                                                                                      | Listas constituyentes                                | Votos (%)        | Escaños          | Candidato             |
| -------------------------- | ---------------------------------------------------- | --- | ---------------------------------------------------- | ---------------- | ---------------- | --------------------- |
|                            | Coalición de centroizquierda                         | | Partido Democrático (PD)                             | 35,1             | 15               | Maurizio Mangialardi  |
|                            | Coalición de centroizquierda                         | Mangialardi Presidente (incl. Acción y MRE)                                                                | —                                                    | —                |                  | Maurizio Mangialardi  |
|                            | Coalición de centroizquierda                         | Italia Viva – Partido Socialista Italiano – Democracia Solidaria – Cívicos de las Marcas (IV–PSI–DemoS–CM) | —                                                    | —                |                  | Maurizio Mangialardi  |
|                            | Coalición de centroizquierda                         | Renacimiento de las Marcas (RM) (+Europa – Cívicos – Verdes)                                               | —                                                    | —                |                  | Maurizio Mangialardi  |
|                            | Coalición de centroizquierda                         | Marcas Valiente (MC) (incl. Art.1, IiC y disidentes del M5S)                                               | —                                                    | —                |                  | Maurizio Mangialardi  |
|                            | Coalición de centroizquierda                         | Nuesta Marcas en el Centro (NMC)                                                                           | —                                                    | —                |                  | Maurizio Mangialardi  |
|                            | Coalición de centroderecha                           | | Liga (Lega)                                          | 13,0             | 3                | Francesco Acquaroli   |
|                            | Coalición de centroderecha                           | Forza Italia – Cívicos por las Marcas (FI–CpM)                                                             | 9,4                                                  | 2                |                  | Francesco Acquaroli   |
|                            | Coalición de centroderecha                           | Hermanos de Italia (FdI)                                                                                   | 6,5                                                  | 1                |                  | Francesco Acquaroli   |
|                            | Coalición de centroderecha                           | Populares de las Marcas – Unión de Centro (UdC)                                                            | 3,4                                                  | 1                |                  | Francesco Acquaroli   |
|                            | Coalición de centroderecha                           | Civitas Civici (CC)                                                                                        | —                                                    | —                |                  | Francesco Acquaroli   |
|                            | Coalición de centroderecha                           | Movimiento por las Marcas (MpM) (incl. PRI, FV y disidentes del M5S)                                       | —                                                    | —                |                  | Francesco Acquaroli   |
|                            | Movimiento 5 Estrellas (M5S)                         | Movimiento 5 Estrellas (M5S)                                                                               | Movimiento 5 Estrellas (M5S)                         | 18,9             | 6                | Gian Mario Mercorelli |
|                            | Depende de Nosotros (DDN) (incl. SI y PRC)           | Depende de Nosotros (DDN) (incl. SI y PRC)                                                                 | Depende de Nosotros (DDN) (incl. SI y PRC)           | 3,8              | –                | Roberto Mancini       |
|                            | ¡Comunista! (incl. PC y PCI)                         | ¡Comunista! (incl. PC y PCI)                                                                               | ¡Comunista! (incl. PC y PCI)                         | —                | —                | Fabio Pasquinelli     |
|                            | Vox Italia - Marcas (incl. Partido del Valor Humano) | Vox Italia - Marcas (incl. Partido del Valor Humano)                                                       | Vox Italia - Marcas (incl. Partido del Valor Humano) | —                | —                | Sabrina Banzato       |
|                            | Reconquistar Italia (RI)                             | Reconquistar Italia (RI)                                                                                   | Reconquistar Italia (RI)                             | —                | —                | Alessandra Contigiani |
|                            | Movimiento 3V (M3V)                                  | Movimiento 3V (M3V)                                                                                        | Movimiento 3V (M3V)                                  | —                | —                | Anna Rita Iannetti    |

## Encuestas

### Candidatos
| Fecha             | Encuestadora             | Tamaño de la muestra | Mangialardi       | Acquaroli | Mercorelli | Otros | Indecisos | Dif. |      |      |     |     |   |      |
| ----------------- | ------------------------ | -------------------- | ----------------- | --------- | ---------- | ----- | --------- | ---- | ---- | ---- | --- | --- | - | ---- |
| Fecha             | Encuestadora             | Tamaño de la muestra | 28 Ago–2 Sep 2020 | SWG       | 1.100      | Otros | Indecisos | Dif. | 37,0 | 51,0 | 8,5 | 3,5 | — | 14,0 |
| 28–30 Ago 2020    | Ipsos                    | 750                  | 35,8              | 49,0      | 10,1       | 5,1   | 17,2      | 13,2 |      |      |     |     |   |      |
| 26 Ago 2020       | Tecnè                    | 2.000                | 35–39             | 43–47     | 13–17      | 2–4   | —         | 4–12 |      |      |     |     |   |      |
| 25–27 Ago 2020    | Scenari Politici–Winpoll | 1.000                | 36,1              | 51,8      | 8,9        | 3,2   | —         | 15,7 |      |      |     |     |   |      |
| 24 Ago–2 Sep 2020 | Noto                     | —                    | 35–39             | 47–51     | 9–13       | 1–5   | —         | 8–16 |      |      |     |     |   |      |

#### Candidatos hipotéticos
| Fecha          | Encuestadora | Tamaño de la Muestra | Mangialardi    | Acquaroli | Otro CDX | Mercorelli     | Otros | Indecisos | Dif.   |      |   |      |     |      |     |
| -------------- | ------------ | -------------------- | -------------- | --------- | -------- | -------------- | ----- | --------- | ------ | ---- | - | ---- | --- | ---- | --- |
| Fecha          | Encuestadora | Tamaño de la Muestra | 30–31 Jul 2020 | Tecnè     | 1.000    | 38,0           | Otros | Indecisos | Dif.   | 45,5 | — | 14,5 | 2,0 | 14,8 | 7,5 |
| 26 Jun 2020    | Noto         | –                    | 40,0           | 48,0      | —        | 9,0            | 3,0   | —         | 8,0    |      |   |      |     |      |     |
| 12–14 Jun 2020 | Sylla        | 500                  | 42,3           | 40,7      | —        | 17,0           | —     | —         | 1,6    |      |   |      |     |      |     |
| 12–14 Jun 2020 | Sylla        | 500                  | 46,3           | —         | 36,3     | 17,4           | —     | —         | 10,0   |      |   |      |     |      |     |
| 12–14 Jun 2020 | Sylla        | 500                  | 39,9           | —         | 44,3     | 15,8           | —     | —         | 4,4    |      |   |      |     |      |     |
| 12–14 Jun 2020 | Sylla        | 500                  | 55,0           | 45,0      | —        | c. Mangialardi | —     | —         | 10,0   |      |   |      |     |      |     |
| 12–14 Jun 2020 | Sylla        | 500                  | 59,0           | —         | 41,0     | c. Mangialardi | —     | —         | 18,0   |      |   |      |     |      |     |
| 12–14 Jun 2020 | Sylla        | 500                  | 50,0           | —         | 50,0     | c. Mangialardi | —     | —         | Empate |      |   |      |     |      |     |
| 20 Feb 2020    | Tecnè        | –                    | 47,4           | 50,6      | —        | c. Mangialardi | 2,0   | 47,2      | 3,2    |      |   |      |     |      |     |

### Partidos
| Fecha          | Encuestadora             | Tamaño de la muestra | Centroizquierda   | Centroizquierda | Centroizquierda | Centroizquierda | Centroizquierda | Centroizquierda | Centroizquierda | M5S  | Centroderecha | Centroderecha | Centroderecha | Centroderecha | Otros | Indecisos | Dif. |     |      |     |      |     |     |   |     |
| Fecha          | Encuestadora             | Tamaño de la muestra | PD                | SI              | IV              | +Eu             | A               | EV              | Otro            | M5S  | Lega          | FI            | FdI           | Otro          | Otros | Indecisos | Dif. |     |      |     |      |     |     |   |     |
| -------------- | ------------------------ | -------------------- | ----------------- | --------------- | --------------- | --------------- | --------------- | --------------- | --------------- | ---- | ------------- | ------------- | ------------- | ------------- | ----- | --------- | ---- | --- | ---- | --- | ---- | --- | --- | - | --- |
| Fecha          | Encuestadora             | Tamaño de la muestra | 28 Ago–2 Sep 2020 | SWG             | 1.100           | 29,0            | —               | 2,0             | Otro            | —    | —             | —             | 5,0           | Otro          | Otros | Indecisos | Dif. | 9,0 | 25,0 | 5,5 | 18,0 | 2,0 | 2,5 | — | 4,0 |
| 28–30 Ago 2020 | Ipsos                    | 750                  | 19,0              | —               | 2,3             | —               | —               | —               | 14,5            | 10,1 | 25,7          | 3,5           | 16,7          | 3,1           | 5,1   | 20,8      | 6,7  |     |      |     |      |     |     |   |     |
| 25–27 Ago 2020 | Scenari Politici–Winpoll | 1.000                | 22,8              | —               | 4,1             | —               | —               | —               | 9,2             | 8,9  | 23,3          | 4,0           | 18,1          | 6,4           | 3,2   | —         | 0,5  |     |      |     |      |     |     |   |     |
| 12–14 Jun 2020 | Sylla                    | 500                  | 22,0              | 5,0             | 3,5             | 3,5             | 2,5             | 1,5             | —               | 15,5 | 20,5          | 6,5           | 12,0          | 5,5           | 2,0   | —         | 1,5  |     |      |     |      |     |     |   |     |

1. 1 2  Esta encuesta fue encargada por un partido político.
2. 1 2  Massimo Bacci
3. 1 2  Fabrizio Ciarapica

## Resultados

Partido más votado por comune

Candidato a presidente más votado por comune

|                                           |                                    |         |        |         |                                           |                        |         |        |        |  |
| Candidatos                                | Candidatos                         | Votos   | %      | Escaños | Partidos                                  | Partidos               | Votos   | %      | Esaños |  |
|                                           | Francesco Acquaroli                | 361.186 | 49,13  | 1       |                                           | Liga Salvini Marcas    | 139.438 | 22,38  | 8      |  |
|                                           | Francesco Acquaroli                | 361.186 | 49,13  | 1       | Hermanos de Italia                        | 116.231                | 18,66   | 7      |        |  |
|                                           | Francesco Acquaroli                | 361.186 | 49,13  | 1       | Forza Italia – Cívicos por las Marcas     | 36.716                 | 5,89    | 2      |        |  |
|                                           | Francesco Acquaroli                | 361.186 | 49,13  | 1       | Populares de las Marcas – Unión de Centro | 14.067                 | 2,26    | 1      |        |  |
|                                           | Francesco Acquaroli                | 361.186 | 49,13  | 1       | Civitas Civici                            | 12.958                 | 2,08    | 1      |        |  |
|                                           | Francesco Acquaroli                | 361.186 | 49,13  | 1       | Movimiento por las Marcas                 | 5.730                  | 0,92    | –      |        |  |
| Total                                     | Total                              | 361.186 | 49,13  | 1       | 325.140                                   | 52,19                  | 19      |        |        |  |
|                                           | Maurizio Mangialardi               | 274.152 | 37,29  | 1       |                                           | Partido Democrático    | 156.394 | 25,11  | 7      |  |
|                                           | Maurizio Mangialardi               | 274.152 | 37,29  | 1       | Italia Viva                               | 19.742                 | 3,17    | –      |        |  |
|                                           | Maurizio Mangialardi               | 274.152 | 37,29  | 1       | Renacimiento de las Marcas                | 17.268                 | 2,77    | 1      |        |  |
|                                           | Maurizio Mangialardi               | 274.152 | 37,29  | 1       | Mangialardi Presidente                    | 12.884                 | 2,07    | –      |        |  |
|                                           | Maurizio Mangialardi               | 274.152 | 37,29  | 1       | Nuesta Marcas en el Centro                | 11.625                 | 1,87    | –      |        |  |
|                                           | Maurizio Mangialardi               | 274.152 | 37,29  | 1       | Marcas Valiente                           | 9.270                  | 1,49    | –      |        |  |
| Total                                     | Total                              | 274.152 | 37,29  | 1       | 227.183                                   | 36,48                  | 8       |        |        |  |
|                                           | Gian Mario Mercorelli              | 63.355  | 8,62   | –       |                                           | Movimiento 5 Estrellas | 44.330  | 7,12   | 2      |  |
|                                           | Roberto Mancini                    | 16.879  | 2,30   | –       |                                           | Depende de Nosotros    | 11.834  | 1,90   | –      |  |
|                                           | Fabio Pasquinelli                  | 10.381  | 1,41   | –       |                                           | ¡Comunista!            | 8.184   | 1,31   | –      |  |
|                                           | Sabrina Paola Banzato              | 4.121   | 0,56   | –       |                                           | Vox Italia Marcas      | 2.954   | 0,47   | –      |  |
|                                           | Anna Rita Ianetti                  | 3.984   | 0,54   | –       |                                           | Movimiento 3V          | 2.689   | 0,43   | –      |  |
|                                           | Alessandra Contigiani              | 1.142   | 0,16   | –       |                                           | Reconquistar Italia    | 640     | 0,10   | –      |  |
|                                           |                                    |         |        |         |                                           |                        |         |        |        |  |
| Votos en blanco y nulos                   | Votos en blanco y nulos            | –       | –      |         |                                           |                        |         |        |        |  |
| Total candidatos                          | Total candidatos                   | 735.200 | 100,00 | 2       | Total partidos                            | Total partidos         | 622.954 | 100,00 | 29     |  |
| Votantes registrados/participación        | Votantes registrados/participación | –       | 59,75  |         |                                           |                        |         |        |        |  |
| Fuente: Región de las Marcas – Resultados |                                    |         |        |         |                                           |                        |         |        |        |  |

| \| Voto popular \| Voto popular \| Voto popular \| Voto popular \| Voto popular \| \| ------------ \| ------------ \| ------------ \| ------------ \| ------------ \| \| \| \| \| \| \| \| PD \| PD \| \| 25.11 % \| 25.11 % \| \| Lega \| Lega \| \| 22.38 % \| 22.38 % \| \| FdI \| FdI \| \| 18.66 % \| 18.66 % \| \| M5S \| M5S \| \| 7.12 % \| 7.12 % \| \| FI–CpM \| FI–CpM \| \| 5.89 % \| 5.89 % \| \| IV \| IV \| \| 3.17 % \| 3.17 % \| \| RM \| RM \| \| 2.77 % \| 2.77 % \| \| PM–UdC \| PM–UdC \| \| 2.26 % \| 2.26 % \| \| CC \| CC \| \| 2.08 % \| 2.08 % \| \| Mangialardi \| Mangialardi \| \| 2.07 % \| 2.07 % \| \| DDN \| DDN \| \| 1.90 % \| 1.90 % \| \| NMC \| NMC \| \| 1.87 % \| 1.87 % \| \| MC \| MC \| \| 1.49 % \| 1.49 % \| \| ¡Comunista! \| ¡Comunista! \| \| 1.31 % \| 1.31 % \| \| Otros \| Otros \| \| 1.92 % \| 1.92 % \| |             |  |         |         |
| Voto popular |             |  |         |         |
| |             |  |         |         |
| PD | PD          |  | 25.11 % | 25.11 % |
| Lega | Lega        |  | 22.38 % | 22.38 % |
| FdI | FdI         |  | 18.66 % | 18.66 % |
| M5S | M5S         |  | 7.12 %  | 7.12 %  |
| FI–CpM | FI–CpM      |  | 5.89 %  | 5.89 %  |
| IV | IV          |  | 3.17 %  | 3.17 %  |
| RM | RM          |  | 2.77 %  | 2.77 %  |
| PM–UdC | PM–UdC      |  | 2.26 %  | 2.26 %  |
| CC | CC          |  | 2.08 %  | 2.08 %  |
| Mangialardi | Mangialardi |  | 2.07 %  | 2.07 %  |
| DDN | DDN         |  | 1.90 %  | 1.90 %  |
| NMC | NMC         |  | 1.87 %  | 1.87 %  |
| MC | MC          |  | 1.49 %  | 1.49 %  |
| ¡Comunista! | ¡Comunista! |  | 1.31 %  | 1.31 %  |
| Otros | Otros       |  | 1.92 %  | 1.92 %  |

| \| Presidente \| Presidente \| Presidente \| Presidente \| Presidente \| \| ----------- \| ----------- \| ---------- \| ---------- \| ---------- \| \| \| \| \| \| \| \| Acquaroli \| Acquaroli \| \| 49.13 % \| 49.13 % \| \| Mangialardi \| Mangialardi \| \| 37.29 % \| 37.29 % \| \| Mercorelli \| Mercorelli \| \| 8.62 % \| 8.62 % \| \| Mancini \| Mancini \| \| 2.30 % \| 2.30 % \| \| Pasquinelli \| Pasquinelli \| \| 1.41 % \| 1.41 % \| \| Otros \| Otros \| \| 1.26 % \| 1.26 % \| |             |  |         |         |
| Presidente |             |  |         |         |
| |             |  |         |         |
| Acquaroli | Acquaroli   |  | 49.13 % | 49.13 % |
| Mangialardi | Mangialardi |  | 37.29 % | 37.29 % |
| Mercorelli | Mercorelli  |  | 8.62 %  | 8.62 %  |
| Mancini | Mancini     |  | 2.30 %  | 2.30 %  |
| Pasquinelli | Pasquinelli |  | 1.41 %  | 1.41 %  |
| Otros | Otros       |  | 1.26 %  | 1.26 %  |

| \| Porcentaje de escaños \| Porcentaje de escaños \| Porcentaje de escaños \| Porcentaje de escaños \| Porcentaje de escaños \| \| --------------------- \| --------------------- \| --------------------- \| --------------------- \| --------------------- \| \| \| \| \| \| \| \| Centroizquierda \| Centroizquierda \| \| 64.52 % \| 64.52 % \| \| Centroderecha \| Centroderecha \| \| 29.03 % \| 29.03 % \| \| M5S \| M5S \| \| 6.45 % \| 6.45 % \| |                 |  |         |         |
| Porcentaje de escaños |                 |  |         |         |
| |                 |  |         |         |
| Centroizquierda | Centroizquierda |  | 64.52 % | 64.52 % |
| Centroderecha | Centroderecha   |  | 29.03 % | 29.03 % |
| M5S | M5S             |  | 6.45 %  | 6.45 %  |

### Resultados por provincia
| Provincia       | Francesco Acquaroli | Maurizio Mangialardi | Otros        |              |             |
| --------------- | ------------------- | -------------------- | ------------ | ------------ | ----------- |
| Provincia       | Ancona              | 96.494 42,27         | Otros        | 98.933 43,34 | 32.861 14,4 |
| Ascoli Piceno   | 50.395 51,72        | 34.415 35,32         | 12.637 12,97 |              |             |
| Fermo           | 45.372 54,57        | 27.030 32,51         | 10.737 12,91 |              |             |
| Macerata        | 86.418 56,96        | 45.523 30,01         | 19.775 13,04 |              |             |
| Pesaro y Urbino | 82.507 47,25        | 68.251 39,09         | 23.852 13,67 |              |             |
|                 |                     |                      |              |              |             |
| Total           | 361.186 49,13       | 274.152 37,29        | 99.862 13,59 |              |             |

### Participación
| Región                                       | Hora       | Hora       | Hora       | Hora     |
| Región                                       | Domingo 20 | Domingo 20 | Domingo 20 | Lunes 21 |
| Región                                       | 12:00      | 19:00      | 23:00      | 15:00    |
| -------------------------------------------- | ---------- | ---------- | ---------- | -------- |
| Marcas                                       | 13,42%     | 32,97%     | 42,72%     | 59,75%   |
| Provincia                                    | Hora       | Hora       | Hora       | Hora     |
| Provincia                                    | Domingo 20 | Domingo 20 | Domingo 20 | Lunes 21 |
| Provincia                                    | 12:00      | 19:00      | 23:00      | 15:00    |
| Ancona                                       | 14,00%     | 33,76%     | 42,96%     | 60,52%   |
| Ascoli Piceno                                | 12,32%     | 30,12%     | 41,07%     | 57,67%   |
| Fermo                                        | 12,78%     | 32,43%     | 43,05%     | 61,17%   |
| Macerata                                     | 12,41%     | 31,18%     | 40,51%     | 56,60%   |
| Pesaro y Urbino                              | 14,59%     | 35,61%     | 45,34%     | 62,27%   |
| Fuente: Región de las Marcas – Participación |            |            |            |          |